# Fibra sensorial Ia

Um fuso muscular com motoneurônio γ e fibra sensorial Ia

Circuito neuro-muscular de inibição recíproca

Uma fibra sensorial Ia, ou fibra primária aferente, é um tipo de via neural aferente que transmite informação sensorial de receptores encontrados em fusos musculares. Essas fibras sensoriais monitoram constantemente o quão rápido um estiramento muscular sofre alterações.

## A função dos fusos musculares
Para o corpo mover-se adequadamente e com elegância, o sistema nervoso necessita de uma constante entrada de dados sensoriais provenientes dos músculos e articulações. Para receber um fluxo contínuo de dados sensoriais, o corpo desenvolveu receptores sensoriais especiais chamados de proprioceptores. Fusos musculares são um tipo de proprioceptor, e são encontrados dentro do próprio músculo, em paralelo com as fibras contráteis. Isto lhes dá a capacidade de monitorar o comprimento do músculo com precisão.

## Tipos de fibras sensoriais
A alteração no comprimento do fuso é transformada em potenciais elétricos de membrana por aferências sensoriais, cujos corpos celulares estão localizados nos gânglios das raízes dorsais, localizados próximo à medula espinhal.
Características das fibras sensoriais:
| Tipo     | Axônio                     | Receptor                          | Resposta                                                                                           |
| Tipo Ia  | 12 a 20 μm mielinizado     | Terminação primária do fuso       | Comprimento muscular e velocidade de variação do comprimento, com rápida adaptação                 |
| Tipo Ib  | 12 a 20 μm mielinizado     | Órgão tendinoso de Golgi          | Tensão muscular                                                                                    |
| Tipo II  | 6 a 12 μm mielinizado      | Terminação secundária do fuso     | Comprimento muscular (baixa sensibilidade à velocidade), disparando quando o músculo está estático |
| Tipo II  | 6 a 12 μm mielinizado      | Terminações fora do fuso muscular | Pressão profunda                                                                                   |
| Tipo III | 2 a 6 μm mielinizado       | Terminações nervosas livres       | Dor, estímulos químicos e temperatura                                                              |
| Tipo IV  | 0,5 a 2 μm não mielinizado | Terminações nervosas livres       | Dor, estímulos químicos e temperatura                                                              |

O primeiro dos principais grupos de receptores de estiramento que envolvem fibras intrafusais são as aferências Ia, que são maiores e mais rápidas, e que disparam quando o músculo está alongando. São caracterizadas por sua rápida adaptação, porque assim que o músculo para de mudar de comprimento, a fibra Ia para de disparar e se adapta ao novo comprimento. Fibras Ia essencialmente fornecem informação proprioceptiva sobre a taxa de alteração de seu respectivo músculo: a derivada do comprimento do músculo (ou da posição).

## Inervação eferente
O fuso muscular também recebe inervação motora realizada por neurônios motores gama, que são utilizados pelo sistema nervoso para modificar a sensibilidade dos fusos musculares.

## Terminais aferentes
As vias aferentes Ia terminam em dendritos proximais de neurônios motores.